# Komenda Rejonu Uzupełnień Włodzimierz Wołyński

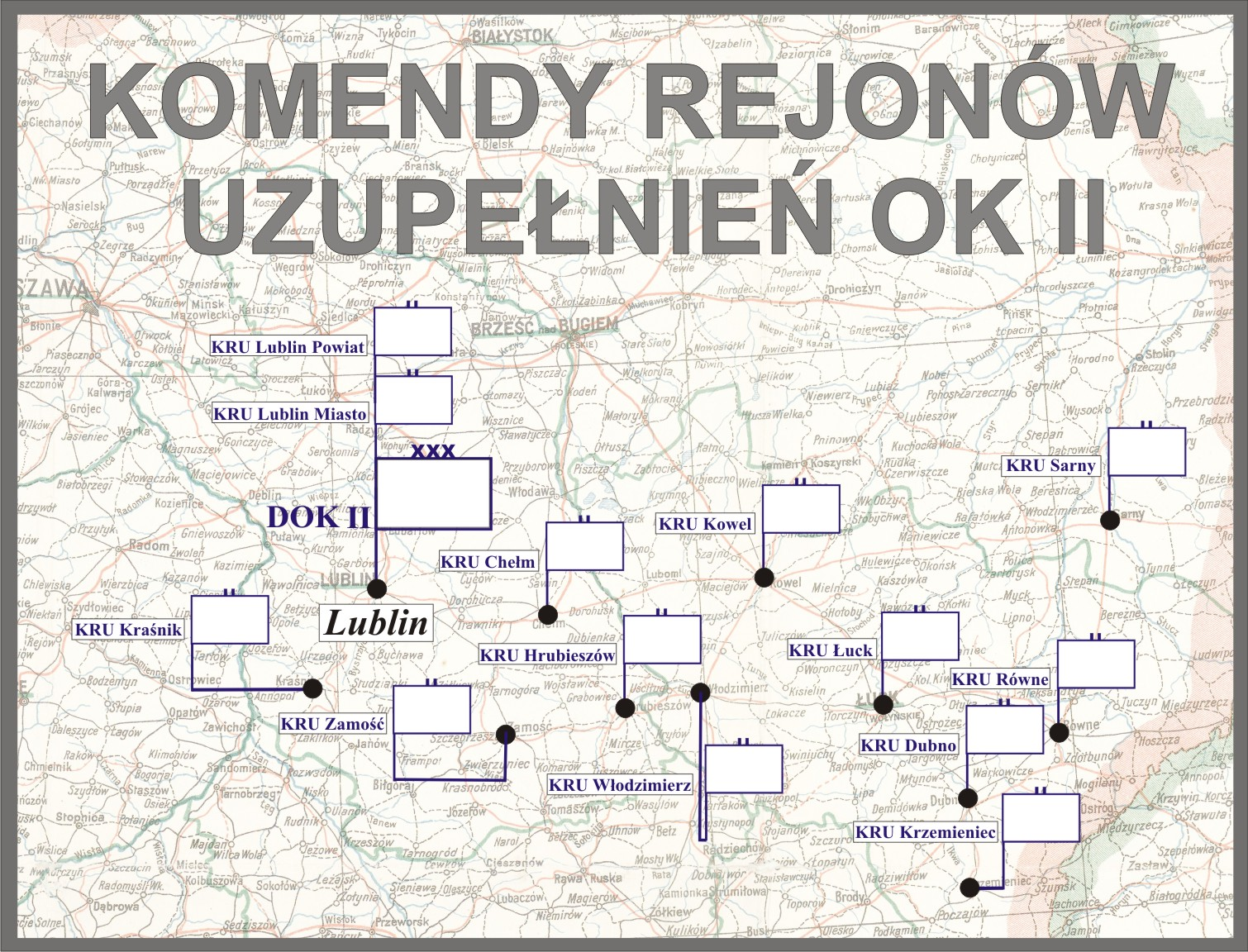
Komendy rejonów uzupełnień DOK II

Komenda Rejonu Uzupełnień Włodzimierz (KRU Włodzimierz) – organ wojskowy właściwy w sprawach uzupełnień Sił Zbrojnych II Rzeczypospolitej i administracji rezerw w powierzonym mu rejonie.

## Historia komendy
22 lipca 1919 minister spraw wojskowych ustanowił Powiatową Komendę Uzupełnień Włodzimierz Wołyński w celu przeprowadzenia zaciągu ochotniczego na terenach leżących na wschód od Bugu. PKU Włodzimierz Wołyński została podporządkowana Dowództwu Okręgu Generalnego „Lublin”. Komenda miała werbować ochotników w powiecie włodzimierskim.
W 1920, „w związku z sytuacją wojenną” PKU Włodzimierz Wołyński została zlikwidowana.
10 lutego 1921 minister spraw wojskowych ponownie uruchomił PKU Włodzimierz Wołyński, którą podporządkował pod względem fachowym, związanym z poborem, Dowództwu Okręgu Generalnego „Lublin”, a pod względem garnizonowym „odnośnemu dowództwu armii”. Etat PKU Dubno miał być identyczny z etatem wszystkich PKU z dodaniem po jednym oficerze ewidencyjnym i jednym pisarzu na każdy powiat.
W marcu 1930 PKU Włodzimierz nadal podlegała Dowództwu Okręgu Korpusu Nr II i administrowała powiatami: włodzimierskim i horochowskim. W grudniu tego PKU Włodzimierz posiadała skład osobowy typ II.
31 lipca 1931 gen. dyw. Kazimierz Fabrycy, w zastępstwie ministra spraw wojskowych, rozkazem B. Og. Org. 4031 Org. wprowadził zmiany w organizacji służby poborowej na stopie pokojowej. Zmiany te polegały między innymi na zamianie stanowisk oficerów administracji w PKU na stanowiska oficerów broni (piechoty) oraz zmniejszeniu składu osobowego PKU typ I–IV o jednego oficera i zwiększeniu o jednego urzędnika II kategorii. Liczba szeregowych zawodowych i niezawodowych oraz urzędników III kategorii i niższych funkcjonariuszy pozostała bez zmian.
11 listopada 1931 ogłoszono nadanie Krzyża Niepodległości st. wachm. Ryszardowi Drzewieckiemu z PKU Włodzimierz.
1 lipca 1938 weszła w życie nowa organizacja służby uzupełnień, zgodnie z którą dotychczasowa Powiatowa Komenda Uzupełnień Włodzimierz została przemianowana na Komendę Rejonu Uzupełnień Włodzimierz przy czym nazwa ta zaczęła obowiązywać 1 września 1938, z chwilą wejścia w życie ustawy z dnia 9 kwietnia 1938 o powszechnym obowiązku wojskowym. Obok wspomnianej ustawy i rozporządzeń wykonawczych do niej, działalność KRU Włodzimierz normowały przepisy służbowe MSWojsk. D.D.O. L. 500/Org. Tjn. Organizacja służby uzupełnień na stopie pokojowej z 13 czerwca 1938. Zgodnie z tymi przepisami komenda rejonu uzupełnień była organem wykonawczym służby uzupełnień .
Komendant rejonu uzupełnień w sprawach dotyczących uzupełnień Sił Zbrojnych i administracji rezerw podlegał bezpośrednio dowódcy Okręgu Korpusu Nr II, który był okręgowym organem kierowniczym służby uzupełnień. Rejon uzupełnień nie uległ zmianie i nadal obejmował powiaty: włodzimierski i horochowski ówczesnego województwa wołyńskiego.
KRU Włodzimierz była jednostką mobilizującą. Zgodnie z uzupełnionym planem mobilizacyjnym „W” komendant RU był odpowiedzialny za przygotowanie i przeprowadzenie mobilizacji Komendy Placu typ I Włodzimierz, w I rzucie mobilizacji powszechnej. Pod względem mobilizacji materiałowej KRU Włodzimierz była przydzielona do 23 pułku piechoty. Zmobilizowana Komenda Placu typ I Włodzimierz należała pod względem ewidencyjnym do Ośrodka Zapasowego 27 Dywizji Piechoty.
Po ogłoszeniu mobilizacji KRU Włodzimierz funkcjonowała na podstawie etatu pokojowego. Pod względem ewidencji i uzupełnień miała być przydzielona do Ośrodka Zapasowego 3 Dywizji Piechoty, ale nadal podlegać dowódcy Okręgu Korpusu Nr II.

## Obsada personalna
Poniżej przedstawiono wykaz oficerów zajmujących stanowisko komendanta Powiatowej Komendy Uzupełnień i komendanta rejonu uzupełnień oraz wykaz osób funkcyjnych (oficerów i urzędników wojskowych) pełniących służbę w PKU i KRU Włodzimierz Wołyński, z uwzględnieniem najważniejszych zmian organizacyjnych przeprowadzonych w 1926 i 1938.
| Komendanci                        | Komendanci              | Komendanci                       |
| --------------------------------- | ----------------------- | -------------------------------- |
| stopień, imię i nazwisko          | okres pełnienia funkcji | kolejne stanowisko (dalsze losy) |
| ppłk piech. Eugeniusz Lenartowicz | 12 III – IX 1921        | komendant PKU Słonim             |
| płk piech. Lucjan Kopczyński      | IX 1921 – ?             |                                  |
| płk piech. Władysław Pluciński    | 1923 – 31 XII 1928      | stan spoczynku                   |
| mjr piech. Aleksander Sabliński   | III – IX 1930           | komendant PKU Płock              |
| mjr piech. Bronisław Hołub        | III 1931 – VII 1935     | dyspozycja dowódcy OK II         |
| mjr piech. Czesław Józefczyk      | VIII 1935 – 1939        |                                  |

| Obsada pozostałych stanowisk funkcyjnych PKU w latach 1921–1925 | Obsada pozostałych stanowisk funkcyjnych PKU w latach 1921–1925 | Obsada pozostałych stanowisk funkcyjnych PKU w latach 1921–1925 | Obsada pozostałych stanowisk funkcyjnych PKU w latach 1921–1925 |
| --------------------------------------------------------------- | --------------------------------------------------------------- | --------------------------------------------------------------- | --------------------------------------------------------------- |
| I referent                                                      | kpt. piech. Władysław Korwin-Kossakowski                        | 18 V 1923 – II 1926                                             | kierownik I referatu                                            |
| II referent                                                     | urzędnik wojsk. XI rangi / por. kanc. Antoni Możdżeń            | był w 1923 – II 1926                                            | kierownik II referatu                                           |
| oficer instrukcyjny                                             | por. piech. Zygmunt I Piotrowski                                | 1923 – IV 1925                                                  | 23 pp                                                           |
| oficer ewidencyjny na powiat horochowski                        | urzędnik wojsk. XI rangi / por. kanc. Władysław Fedorko         | 1 VI 1923 – VIII 1924                                           | PKU Zamość                                                      |
| oficer ewidencyjny na powiat horochowski                        | por. piech. Leon Nowicki                                        | od VIII 1924                                                    |                                                                 |
| oficer ewidencyjny na powiat włodzimierski                      | urzędnik wojsk. XI rangi Antoni Korytyński                      | do 26 IX 1923                                                   | OE Radziechów PKU Kamionka Strumiłowa                           |
| oficer ewidencyjny na powiat włodzimierski                      | por. piech. Stanisław Siemiatycki                               | 11 X 1923 – IV 1925                                             | 13 pp                                                           |
| oficer ewidencyjny na powiat włodzimierski                      | por. piech. Jan Dunajewski                                      | V 1925 – II 1926                                                | 23 pp                                                           |
| Obsada pozostałych stanowisk funkcyjnych PKU w latach 1926–1938 |                                                                 |                                                                 |                                                                 |
| kierownik I referatu administracji rezerw i zastępca komendanta | kpt. piech. Władysław Korwin-Kossakowski                        | II 1926 – 31 VIII 1935                                          | stan spoczynku                                                  |
| kierownik II referatu poborowego                                | por. kanc. Antoni Możdżeń                                       | II 1926 – 28 II 1930                                            | stan spoczynku                                                  |
| kierownik II referatu poborowego                                | por. kanc. Mikołaj Wyskoczyl                                    | IX 1930 – IX 1932                                               | praktyka u płatnika 23 pp                                       |
| kierownik II referatu poborowego                                | kpt. piech. Jan I Janusz                                        | od IX 1932                                                      |                                                                 |
| referent                                                        | por. kanc. Franciszek I Studziński                              | od II 1926                                                      |                                                                 |
| referent                                                        | por. kanc. Mikołaj Wyskoczyl                                    | XII 1926 – IX 1930                                              | kierownik II referatu                                           |
| Obsada pozostałych stanowisk funkcyjnych KRU w latach 1938–1939 |                                                                 |                                                                 |                                                                 |
| kierownik I referatu ewidencji                                  | kpt. adm. (piech.) Jan I Janusz                                 | 1939                                                            |                                                                 |
| kierownik II referatu uzupełnień                                | kpt. adm. (piech.) Marian Lipski                                | 1939                                                            | †1940 Katyń                                                     |

W Katyniu zamordowani zostali także mjr piech. Bronisław Hołub i por. int. Mikołaj Wyskoczyl.